# دانا کلادک
دانا کلادک (انگلیسی: Dana Chladek؛ زادهٔ december ۲۷, ۱۹۶۳ (۶۱ سال)) ورزشکار اهل ایالات متحده آمریکا است.
وی در مسابقات کشوری و بین‌المللی در مجموع برندهٔ ۵ مدال نقره، ۳ مدال برنز شده‌است.